# Цисса (король Суссекса)
Кисса (англ. Cissa) — король Суссекса. Основным доказательством его существования является «Англосаксонская хроника».

## Биография
Сын короля Эллы. В 477 вместе с отцом прибыл в Британию. Участвовал в войнах против бриттов; скорее всего сражался в битве при горе Бадон, где Элла как бретвальда командовал саксами, ютами и англами и в которой они потерпели поражение. Элла погиб в битве или умер чуть позже, приблизительно в 514 году.
После неудачи в войне с бриттами Суссекс оказался в сложной ситуации. Есть мнение, что в его честь назван город Чичестер. О его правлении известно крайне мало.
По преданию Кисса после битвы вынужден был признать сюзеренитет легендарного короля Артура. Впрочем, по мнению исследователей, правителями Суссекса стали бриттские короли Майлгун ап Кадваллон (король Гвинеде), Ривар (король регнов) и Будик (королевство неизвестно). Последние также были сюзеренами Восточной Англии, Эссекса и Кента.
В 540 году вместе с королевствами Эссекс и Восточной Англией восстал против бриттов. В 541 году восстание потерпело поражение. Кисса вынужден был отречься и бежать вместе с сыном в королевство франков, затем в Ломбардию. Дата его смерти неизвестна. Власть в Суссексе унаследовал Ривар, который женился на дочери Киссы.